# Étoufée

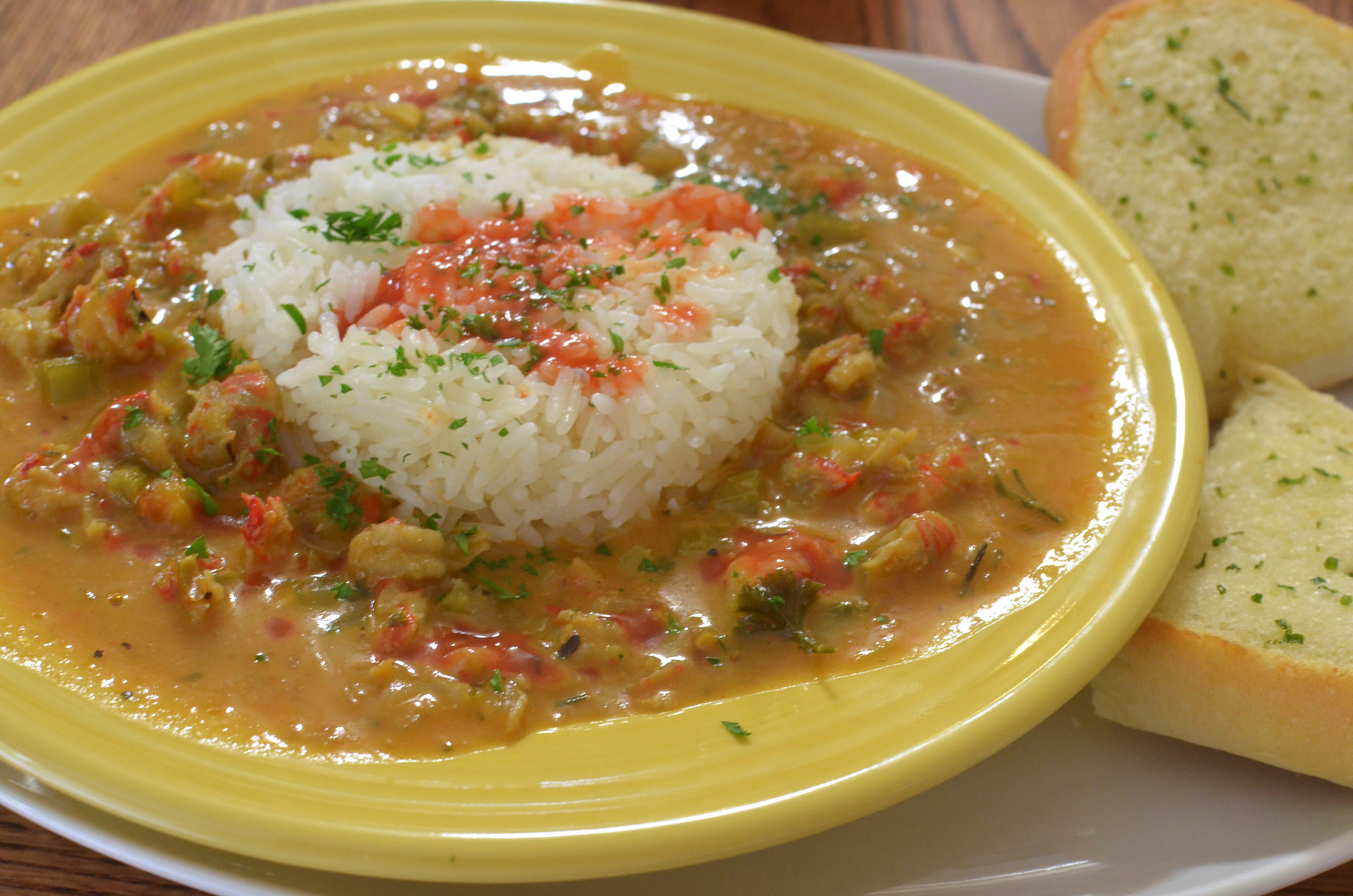
Crawfish étouffée, servido em um restaurante em Nova Orleans

Étouffée é um prato típico da culinária cajun, uma espécie de guisado tradicionalmente preparado com um roux, vegetais (principalmente a “Santíssima Trindade”, ou seja, cebola, aipo e pimentão verde) e peixe ou mariscos; a receita mais emblemática é o “crawfish étoufée”, feito com o  lagostim de água doce cultivado no sul da Louisiana. Este prato é normalmente servido com arroz branco. 

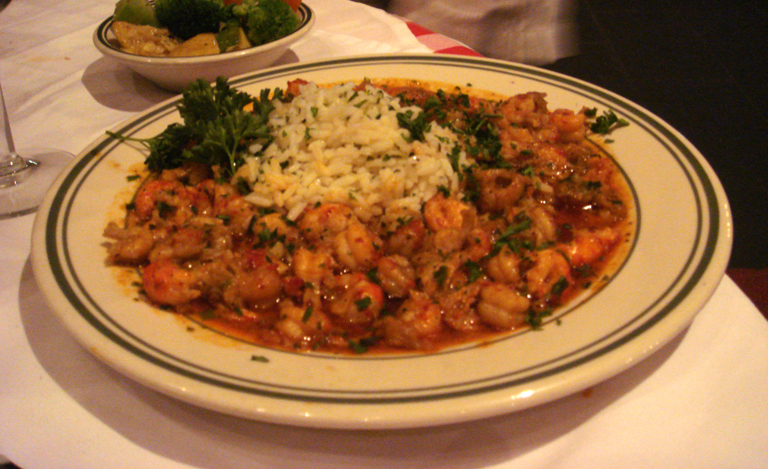
Outra versão do crawfish étouffée

Originalmente, “cuire à l’étoufée” em francês significa cozer alimentos ao vapor e em lume brando.  Para o prato típico da Louisiana, o Dicionário Reverso indica que se trata duma preparação em que não se utiliza roux, o que contraria as outras fontes e receitas disponíveis, com exceção do étoufée de galinha. 